# Ольганівка
Ольга́нівка — село в Україні, у Луцькому районі Волинської області. Входить до складу Рожищенської міської громади. Населення становить 234 особи.
Село було засноване німецькими колоністами у XIX столітті та до 1940 року було важливим осередком лютеранської громади на Волині.

## Географія
Село розташоване за 6 км на схід від центру громади, міста Рожище, та за 25 км на північ від обласного центру, міста Луцьк. Ольганівка лежить на правому березі річки Стир, поблизу впадіння її лівої притоки — річки Прудник.

## Історія

### Заснування та розвиток колонії
Село Ольганівка було засноване в жовтні 1832 року як німецька євангельсько-лютеранська колонія. Засновниками стали 24 родини німецьких поселенців з Королівства Польського, які уклали контракт із власником рожищенських земель Валеріаном Стройновським через його управителя Антона Піонтковського.
Поселення виникло на території урочища Ретово (пол. Retowo). Згідно з контрактом, кожна родина отримувала у спадкове володіння одну волоку (близько 21 га) землі. Додатково виділялося 8 моргів (близько 4,5 га) для будівництва школи та утримання вчителя, а також пів морга під цвинтар.
Ольганівку також називали Старою Ольганівкою (нім. Alt Olganowka), щоб відрізнити її від новіших німецьких поселень, що виникали поруч.
Основними заняттями колоністів були рільництво, тваринництво, зокрема молочне господарство (виробництво масла та сиру), а також лісозаготівля.
Станом на 1885 рік у колонії проживала 61 особа. У 1906 році населення зросло до 134 мешканців, було 22 двори.

### Релігія та освіта
Мешканці Ольганівки належали до євангельсько-лютеранської конфесії та входили до парафії в Рожищі. В селі діяли молитовний дім (нім. Bethaus) та початкова школа, де викладання велося німецькою мовою. Зберіглися відомості про одного з вчителів колонії — Рудольфа Кернтопфа (нім. Rudolf Kerntopf).

### Міжвоєнний період та Друга світова війна
Після Ризького миру 1921 року село увійшло до складу Волинського воєводства Польської Республіки.
У 1939—1940 роках, після укладення пакту Молотова-Ріббентропа та радянської анексії Західної України, німецьке населення Ольганівки було примусово переселене до Німеччини в рамках програми «Heim ins Reich». На покинутих господарствах радянська влада розселила українські родини.

### Повоєнний та сучасний період
Після Другої світової війни село увійшло до складу Волинської області УРСР. Згідно з адміністративним поділом 1947 року, Ольганівка належала до Рудненської сільської ради Рожищенського району.
12 червня 2020 року село увійшло до складу Рожищенської міської громади.
19 липня 2020 року, в результаті адміністративно-територіальної реформи, село увійшло до складу Луцького району.

## Населення
Згідно з переписом УРСР 1989 року чисельність наявного населення села становила 244 особи, з яких 117 чоловіків та 127 жінок.
За переписом населення України 2001 року в селі мешкали 234 особи.

### Мова
Розподіл населення за рідною мовою за даними перепису 2001 року:
| Мова       | Відсоток |
| ---------- | -------- |
| українська | 100 %    |